# 松崗紅芝麻蝸牛
松崗紅芝麻蝸牛（学名：Diplommatina tattakaensis）为芝麻蝸牛科芝麻蝸牛屬下的一个种。該物種主要分布於臺灣中部的南投縣仁愛鄉松崗、梅峰等地。該物種的學名取自模式標本產地松崗。